# Edna Meade Colson
Edna Meade Colson (Petersburg, 7 de octubre de 1888-Colonial Heights, 17 de enero de 1985) fue una educadora estadounidense, conocida por su contribución a la mejora del acceso a la educación de las personas afroamericanas de Virginia.

## Biografía
Nació en Petersburg, Virginia. Era la mayor de los cinco hijos de los destacados educadores Kate Deaver Hill Colson y James Major Colson. Se licenció en la Universidad de Fisk en 1915 y se doctoró en el Teachers College de la Universidad de Columbia en 1940. Tras superar los obstáculos para su acceso a la educación superior, se convirtió en una activista para que la educación de posgrado estuviera al alcance de las personas afroamericanas. En 1937, Colson presidió el comité que puso en marcha un programa para ofrecer cursos de posgrado en la Universidad Estatal de Virginia. Colson también fue políticamente activa más allá de la educación. Fue una de las primeras mujeres en registrarse para votar tras la ratificación de la Decimonovena enmienda de la Constitución de los Estados Unidos y fue la primera mujer afroamericana en convertirse en miembro vitalicio de la National Association for the Advancement of Colored People.
Colson vivía con su pareja Amaza Lee Meredith. Se instalaron en la casa del condado de Chesterfield, Virginia, conocida como Azurest South, que fue diseñada por Meredith.
Fue directora de la división de educación hasta que se jubiló de la Virginia State University (VSU o Virginia State), entonces Virginia State College, en 1953. Se la conocía como la maestra de los maestros. Murió a los noventa y seis años en una residencia de ancianos de Colonial Heights el 17 de enero de 1985. Se la enterró en el cementerio de Eastview, en la ciudad de Petersburg, Virginia.

## Reconocimientos
El Auditorio Colson de Harris Hall lleva su nombre en su honor.